# 雨宮チエ
雨宮 チエ（あめみや ちえ、1985年11月24日 - ）は、日本のグラビアアイドル。静岡県出身。ビーヘッズ所属。その一方で、現役の看護師としても活動している。

## 人物・来歴
- 趣味：映画鑑賞・読書・料理・ぬか漬け
- 特技：テニス・スキューバダイビング・釣り・日舞・殺陣
- 資格：看護師免許・スキューバダイビングCライセンス

## 出演

### 映画
- 呪怨〜白い老女（2009年6月27日公開） - 吉川真弓 役

### テレビ
- アリケン（2009年12月5日、テレビ東京）
- 今夜もドル箱!!EX（2010年1月26日、テレビ東京）
- 女神のキセキ（2010年11月23日、テレビ東京）
- 今田耕司の嫁探し（2011年7月31日、日本テレビ） - 1番目の候補者
- くだまき八兵衛X（2012年1月12日、テレビ東京）

### 雑誌
- BOMB（学研）
- SPA!（扶桑社）など

## 作品

### イメージDVD
- 迷宮ナース（2009年4月24日、スパイスビジュアル）
- 艶色ナース（2009年8月26日、イーネット・フロンティア）
- NEW KISS（2009年11月27日、スパイスビジュアル）
- Juicy girl 〜バリッ子チエ〜（2010年2月20日、トリコ）
- MUSE（2010年8月31日、BNS）